# ChatZilla
ChatZilla（チャットジラ）はXULとJavaScriptで書かれたIRCクライアントである。Mozilla Suite、Mozilla Firefox、SeaMonkey、XULRunner上で利用可能である。
Mozilla Suite および SeaMonkey ではインストール時に完全インストールもしくはカスタムインストールを選択することで導入される。拡張機能としてもリリースされており、 Mozilla Firefox には拡張機能として導入する。Mozilla Suite、Seamonkeyでも拡張機能として導入することで既存の ChatZilla を置き換えることが可能である。また、XULRunner上ではスタンドアローンで動作する。

## 機能
ChatZillaは、Mozillaベースのウェブブラウザが実行可能なプラットフォーム（macOS、Linux、Microsoft Windowsを含む）で動作し、"（Mozillaと）全面的に一貫性のあるユーザーインターフェイス"を提供する。また、XULRunnerを用いた単独のアプリとしても利用可能である。
ChatZillaは、IRCクライアントに通常含まれる機能の大部分を備えており、これには、一度に複数のサーバーに接続する機能、標準的なIRCネットワークに関する組み込みリストの維持、利用可能なチャンネルの検索と並べ替え、チャットのログの記録、DCC（Direct Client-to-Client）を用いたチャットとファイルの転送、インタフェースのユーザーによるカスタマイズが含まれる。ChatZillaは、ニックネームのタブキーによる自動補完を含んでおり、ニックネームが行の最初の単語である場合にはコンマを付加する。また、/コマンドのタブキーによる補完機能も備えており、"クイックダブルタブ"を使うと今までタイプされた情報をベースに利用可能なコマンドのリストが表示される。テキスト入力のためのウィンドウは"単一行"にすることができ、エンターキーを押すとテキストを送ることができる。また、"multilinge"機能は、行を超えるより大きなテキストの選択を可能にし、Ctrlキーとエンターキーを組み合わせることで、テキストブロックを送ることができる。JavaScriptは、スクリプトの実行に用いられ、メッセージはCSSを用いてスタイリングすることができる。これは、ユーザーによって制御することができ、表示メニューから項目を選択し、.cssファイルへのリンクをメッセージウィンドウへドラッグするか、/motifコマンドによって実行できる。また、DCCがサポートされており、これはユーザーに別のもうひとりのユーザーと直接チャットし、ファイルを転送することを可能にする。それぞれのメッセージの送信者は、テキストの左側に表示され、これにはそのユーザーとのプライベートなチャットを行うウィンドウを開くリンクが付加されている。